# Морозов, Борис Михайлович
Бори́с Миха́йлович Моро́зов (1931—1997) — советский оперный певец (бас); Заслуженный артист Украинской ССР (1967), Народный артист РСФСР (1986).

## Биография
Пел в хоре Донецкого театра оперы и балета. С 1960 года — солист Одесского театра оперы и балета, с 1961 года — Донецкого театра оперы и балета.
С 1971 года — солист Большого театра.
Похоронен на Ваганьковском кладбище в Москве. .

### Оперные роли
- Иван Сусанин — «Иван Сусанин» М. И. Глинки
- Фарлаф — «Руслан и Людмила» М. И. Глинки
- Мельник — «Русалка» А. С. Даргомыжского
- Кончак — «Князь Игорь» А. П. Бородина
- Борис Годунов; Варлаам — «Борис Годунов» М. П. Мусоргского
- Кочубей — «Мазепа» П. И. Чайковского
- Варяжский гость — «Садко» Н. А. Римского-Корсакова
- боярин Шелога — «Псковитянка» Н. А. Римского-Корсакова
- Князь Юрий — «Сказание о невидимом граде Китеже и деве Февронии» Н. А. Римского-Корсакова
- Малюта Скуратов, опричник — «Царская невеста» Н. А. Римского-Корсакова
- Борис Тимофеевич — «Леди Макбет Мценского уезда» («Катерина Измайлова») Д. Д. Шостаковича
- Собакевич — «Мёртвые души» Р. К. Щедрина
- Спарафучиле — «Риголетто» Дж. Верди
- Феррандо — «Трубадур» Дж. Верди
- Балага; Генерал Ермолов; Жако — «Война и мир» С. С. Прокофьева
- Ременюк — «Семён Котко» С. С. Прокофьева
- Министр — «Октябрь» В. И. Мурадели

### Видеозаписи
- 1981 — «Князь Игорь» Александра Бородина (Кончак), реж. Олег Моралев, Александр Баранников, дир. Марк Эрмлер.

### Дискография
- 1973 Малюта Скуратов, опричник — «Царская невеста» Н. А. Римского-Корсакова, дирижёр Фуат Мансуров — «Мелодия» / Angel, SRCL-4122; Мелодия / Eurodisc, 87 443 XIR / 87 440 XR[2]
- Фарлаф — «Руслан и Людмила» М. И. Глинки, дирижёр Юрий Симонов — «Мелодия», CD 10 01346 (3 CD)[2][3]
- 1980 «Садко» Н. А. Римского-Корсакова, дирижёр Юрий Симонов — Video Artists Int’l[4]
- 2010 Фарлаф — «Руслан и Людмила» М. И. Глинки, дирижёр Юрий Симонов — «Мелодия», CD 10 01740[2]
- 2010 Малюта Скуратов, опричник — «Царская невеста» Н. А. Римского-Корсакова, дирижёр Юрий Симонов (запись 1983 года) — Video Artists Int’l[4]
- 2014 Сцена и рондо из оперы «Руслан и Людмила» (2-е действие) — Большой / Выдающиеся певцы ГАБТ 1945—1990 г. — «Мелодия»[4]
- 2014 Старый слуга — «Демон» А. Г. Рубинштейна, дирижёр Борис Хайкин (запись 1974 года) — «Мелодия»[4]

## Награды и признание
- Заслуженный артист Украинской ССР (1967).
- Заслуженный артист РСФСР (25.05.1976).
- Народный артист РСФСР (17.12.1986).